# Don't Look Any Further
Don't Look Any Further is een duet uit 1984 van The Temptations-zanger Dennis Edwards en zangeres Siedah Garrett. Het is de eerste single van Edwards' gelijknamige eerste soloalbum.
Twee jaar nadat Edwards uit The Temptations wordt gezet, brengt hij dit duet met Siedah Garrett uit, hoewel hij het in eerste instantie met Syreeta Wright zou zingen. Het nummer flopt in Amerika met een 72e positie in de Billboard Hot 100. In 1987 wordt het nummer in het Nederlandse taalgebied wel een hit, met een 12e positie in de Nederlandse Top 40 en een 22e in de Vlaamse Radio 2 Top 30.

## Covers en Samples
- In het nummer "Hit 'Em Up" van 2Pac is de baslijn gebruikt uit "Don't Look Any Further."
- "Don't Look Any Further" wordt overigens vaak gesampeld door rappers.
- Ook in "Shackles (Praise You)" van het gospelduo Mary Mary zit een sample uit dit nummer.
- In 1993 maakte de groep M People een cover van het nummer.